# Fenimore Fillmore: The Westerner
Fenimore Fillmore: The Westerner es un aventura gráfica de Revistronic publicada en 2004 por Planeta DeAgostini. Ambientada en el salvaje oeste, es la segunda parte de las aventuras del cowboy Fenimore Fillmore, protagonista de 3 Skulls of the Toltecs fue realizada en 3D, pero manteniendo la tradicional mecánica Point and Click y el estilo cómico de las aventuras LucasArts. En mayo de 2016 se publicó en IOS y Android distribuida por Casual Brothers. 

## Argumento
Una noche, mientras cabalga solitario por las praderas, Fenimore Fillmore llega a una granja que está siendo atacada por un grupo de pistoleros, y nuestro héroe presta gentilmente ayuda a los humildes granjeros, los Bannister, que lo invitan a cenar y a pasar la noche. A la mañana siguiente, Fenimore advierte que su revólver ha desaparecido, y supone que Billy, el niño de los granjeros, se lo ha tomado prestado, para llevarlo a la escuela. En su afán por recuperar su arma, Fenimore se ve involucrado en una gran aventura, en la que ayuda a los granjeros en su lucha contra el poderoso ganadero de la región, Starek, de cuya sobrina, Rhiannon, además, nuestro héroe queda prendado. 

## Tecnología y controles
La pantalla se divide en tres partes, la principal de las cuales es el escenario que aparece en formato panorámico.
En la barra superior se muestra el inventario, que se usa con el ratón, para seleccionar los distintos objetos. En la esquina superior izquierda está el menú principal, representado por una estrella de sheriff.
La barra inferior, de color negro, aparecen las acciones que se ejecutan, así como los subtítulos de los diálogos.
El cursor aparece como la mira de una pistola, y cuando se posa sobre un objeto se transforma en una lupa, para poder mirarlo.
Al hacer clic en el botón derecho del ratón, la lupa se transforma cada uno en un bocadillo (al hacer clic sobre un personaje para hablar con él) o en una mano (al hacer clic en los objetos para cogerlos o usarlos).
Para usar un objeto del inventario, se hace clic sobre él con el botón izquierdo del ratón y se mueve el objeto por la pantalla para usarlo.
Fenimore Fillmore se mueve por las distintas localizaciones del juego en su caballo, al que debe alimentar con zanahorias que se cultivan en las granjas de sus amigos, o que puede comprar en la tienda del pueblo.
Además hay algunas secuencias de acción en las que nuestro héroe debe utilizar el revólver. El arma se dispara pulsando el botón izquierdo del ratón (si no puede moverse) o el botón derecho del ratón (si puede moverse por la zona usando el botón izquierdo del ratón).

## Curiosidades
- Fenimore Fillmore no puede morir, sin embargo, hay algunos juegos de habilidad que requieren puntería y rapidez.
- Hay que participar en un concurso de insultos que es un evidente homenaje a los duelos de Monkey Island.
- A lo largo del juego hay que recolectar dinero, que se puede encontrar en cajones y otros lugares de los distintos escenarios, y que también se puede conseguir pidiendo préstamos en el banco o enviando telegramas desde la estación de tren.
- En la tienda se pueden comprar periódicos muy interesantes ya que proporcionan pistas para progresar en el juego.
- En la versión de iOS y Android se incluye un help pack que, además de regalar 50 dólares de juego, permite utilizar el caballo dándole una única zanahoria, con lo que el jugador se evita el tener que estar alimentando a su montura para cada trayecto.

## Desarrolladores
- Diseño y desarrollo: Hernán Castillo Brian
- Programación: Alex Camaño Alonso
- Animación: Ignacio Sastri “Ñaku”, Javier Rollón Móran, David Nativoli Diez, Juan Diego Zapata
- Música: Emilio de Paz
- Argumento: Rodrigo Castillo Brian
- Storyboards: Gonzalo Hernánz Gómez
- Script: Alex Camano Alonso, Ignacio Sánchez Ruiz, Belén Jiménez Delgado
- Producción: Juan Ramón Martin, Hernán Castillo Brian